# 알콘

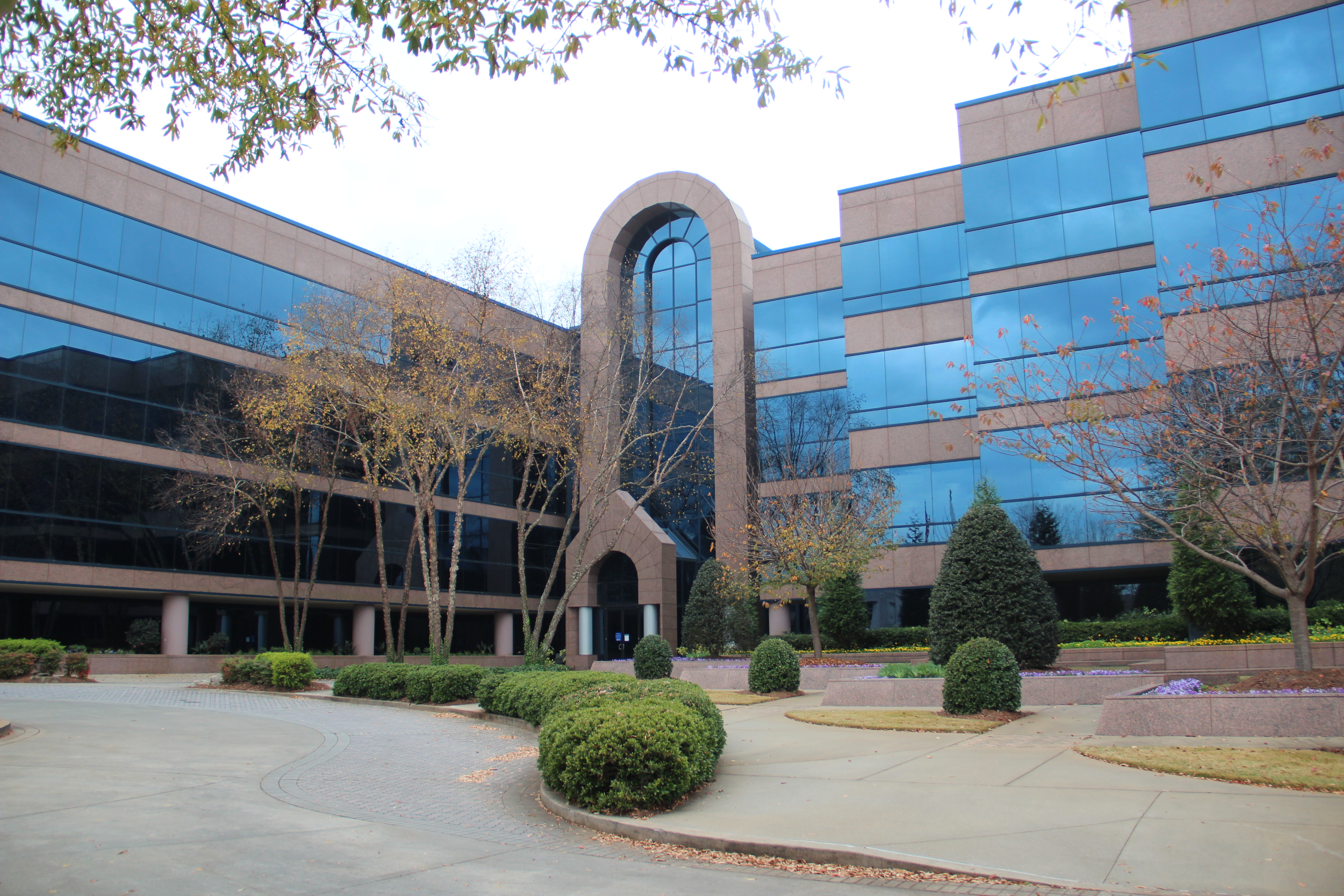
조지아주 존스크리크의 알콘 사무소

알콘(Alcon)은 스위스-미국의 제약 및 의료기기 회사로 안과 의학 전문 제품에 특화되어 있다. 본사는 스위스 제네바에 위치하고 있으며, 미국 텍사스 주 포트워스에 약 4,500명의 직원이 근무하는 운영 본부가 있다. 알콘은 노바티스의 계열사였으나, 2019년 4월 독립적인 회사로 완전히 분리되었다. 알콘은 자체적으로 여러 자회사를 보유하고 있으며, 이 중에는 녹내장 및 안구 질환 치료에 특화된 에어리 제약 및 레이저 안과 수술 기술을 개발 및 제조하는 웨이브라이트 등이 있다.

## 역사
알콘은 1945년 미국 포트워스에 설립되었다. 이 기업은 포트워스의 조그마한 약국으로 시작했으며 사명은 설립자이자 약사인 로버트 알렉산더와 윌리엄 코너의 이름에서 비롯되었다. 코너와 알렉산더는 살균 안과 제품에 집중하였다.
1977년 스위스의 네슬레가 알콘을 인수하였다. 알콘은 남아메리카와 유럽의 신규 공장들에 제조 능력을 확대하였고 연구 투자를 급격하게 증가시켰다. 1979년 알콘은 Texas Pharmacal Company(Dermatological Products of Texas가 됨. 현재의 DPT Laboratories)를 인수했다. 1984년 알콘은 연구 성과를 제고하기 위해 Technical Excellence Award을 설립하였으며 100명 이상의 수상자에게 수상하였다. 알콘 제품 계열은 의약품에서 외과 수술 부문으로 확대하였다. 오늘날 알콘은 70개 국가에서 운영되고 있으며 제품은 140개 이상의 국가에 판매된다.